# 朱福星
朱福星（1897年一1975年），又名芝生、步虚，字申卿，号崇德，晚号真正好笑。浙江东阳看芝人。中華民國軍事人物。

## 简介
朱福星於民国4年（1915年）就读浙江第七师范时加入軍隊。1924年毕业於上海中西医药函授学校。1926年参加北伐戰爭，历任连、营、团长。
一·二八事变時作為抗日总预备队一份子防守杭嘉湖，戰役后任6师17旅副旅长，入中央军校高教班第一期學習。1933年毕业任6师33团上校团长，1937年参加淞沪会战。8月31日增援吴淞炮台湾守军，于凌晨3时30分，擊退了進攻孙家庄、蒲家庄、炮台湾的日軍，使得日軍暫時向吴淞镇撤退。继而朱福星配合邻团左右两翼的攻击，控制自蕰藻浜至宝山的防线。9月4日下午，日舰向6师阵地炮轰，日軍步兵借炮火掩护多次向6师33团阵地突击。朱福星团长率部将日軍击退。6时30分，日軍再次進攻，朱福星胸部中彈，失血过多，昏倒戰場。朱福星被部下送至杭州陆军医院，再转国际仁爱医院抢救。是年底朱福星出院回家乡疗伤，被当地推举为14都乡抗日自卫委员会主席、自卫队长和乡长。
1949年10月至1951年5月，朱福星被聘为东阳县第一至第四次各界人民代表会议代表。

## 福星亭
2005年9月，東陽當地人在东阳市巍山镇眠牛山公园苛山之上建造朱福星碑亭（福星亭）。2011年，東陽當局將朱福星纪念亭認定為东阳市“红色遗址胜迹”，列為青少年爱国主义教育基地。